# Mediobanca

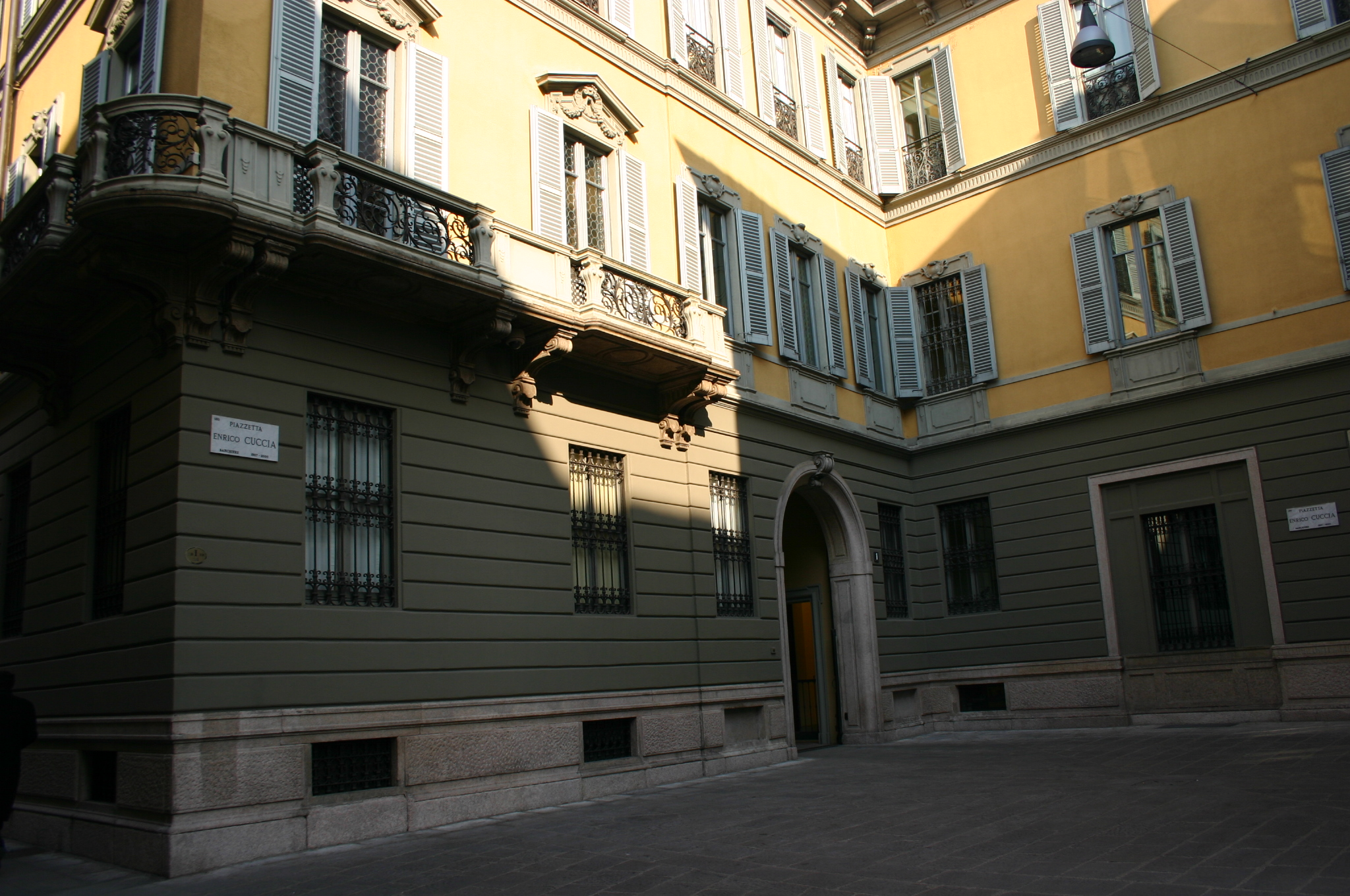
Sede de Mediobanca, en la Piazzetta Cuccia en Milán.

Mediobanca es una banca de inversiones italiano fundado en 1946 por iniciativa de Raffaele Mattioli (en aquel momento director general de Banca Commerciale Italiana) y Enrico Cuccia para facilitar la reconstrucción de la industria italiana después de la Segunda Guerra Mundial. Cuccia lideró Mediobanca desde 1946 hasta 1982. Hoy en 2023 Mediobanca es un grupo bancario internacional con oficinas en Milán, Londres, Madrid, Luxemburgo, Nueva York y París.
Hoy en 2023 el Grupo Mediobanca es un grupo bancario diversificado que consta de cuatro divisiones de negocio: Gestión de Patrimonios, Banca Corporativa e Inversiones, Finanzas al Consumidor y Seguros. El área de Gestión de Patrimonios, cuyo lanzamiento en 2016 redefinió la estrategia del grupo, registró las tasas de crecimiento más altas en la segunda mitad de 2023 y se espera que para 2026 se convierta en el primer negocio en términos de ingresos por comisiones y el segundo en términos de ingresos. Mediante la ejecución del Plan Estratégico hasta 2026 "One Brand One Culture", Mediobanca se posicionará como un "gestor de patrimonios" aprovechando las sinergias internas del Grupo y el negocio tradicional de banca de inversiones para servir esta nueva propuesta de valor.
La compañía está listada en el índice FTSE MIB de la Bolsa de Milán y es miembro del Índice de Bancos Italianos de Ética Estándar.
Mediobanca fue designada Institución Significativa desde la entrada en vigor de la Supervisión Bancaria Europea a finales de 2014, y como consecuencia es supervisada directamente por el Banco Central Europeo.

## Historia
Desde entonces hasta el fin del siglo XX Mediobanca ha tenido un papel activo y generalmente decisivo en las mayores fusiones empresariales y en la reestructuración industrial en Italia. Su última y probablemente mayor participación ha sido en la toma de control de Telecom Italia por Olivetti en 1999. El trato se cerró por un estrecho margen: el 51% de los accionistas votaron a favor. Bajo el liderazgo de Enrico Cuccia, que duró hasta su muerte en 2000, el banco fue ampliamente descrito como "secreto" a pesar de ser una entidad pública; no se garantizaban encuentros con analistas financieros ni entrevistas con los medios de comunicación.

## Actualidad
En octubre de 2002, Vincenzo Maranghi, sucesor de Enrico Cuccia, se enfrentó a la primera gran controversia en la historia de Mediobanca. Fue acusado por accionistas minoritarios de actuar movido por intereses e influencias propias, y no en busca del beneficio de los accionistas. Esta situación se agravó con la implicación del banco en la destitución de Gianfranco Gutty, el director ejecutivo (CEO) del gigante asegurador italiano Generali, ocurrida un mes antes. 4 En abril de 2003, Maranghi se vio obligado a renunciar a su cargo.
En 2001, la colaboraciòn entre Mediobanca y Banca Mediolanum dio origen a Banca Esperia, un proyecto iniciado dentro de Mediobanca y diseñado a partir de una intuición de Alberto Nagel con el objetivo de ofrecer a los clientes empresariales de la institución apoyo en la gestión de la liquidez derivada de operaciones extraordinarias realizadas por la división de Banca Corporativa e Inversiones de la institución.
Banca Esperia sentó las bases para el lanzamiento de la Banca Privada de Mediobanca. La división que atiende a las grandes familias empresariales italianas de Mediobanca se estableció oficialmente en diciembre de 2017, tras la adquisición del 50% de participación que poseía Banca Mediolanum y con la posterior fusión por incorporación de Banca Esperia dentro de Mediobanca.
La ambición de esta división era precisamente la que imaginó Nagel a finales de los años 90: convertirse en el primer Banco Privado e de Inversiones en Italia, un modelo que ahora también es muy considerado por la comunidad financiera.
Con el lanzamiento de CheBanca! en 2008, un banco nativo digital, Mediobanca amplió su modelo de financiación accediendo a flujos sustanciales de depósitos. En los siguientes 15 años, CheBanca! creó y aprovechó un modelo de distribución multicanal (Internet, centros de llamadas, sucursales) para proporcionar servicios de Gestión de Patrimonios a las familias italianas.
A partir del plan estratégico 2016-19, Mediobanca delineó un nuevo camino de crecimiento para CheBanca!, con un enfoque creciente en la gestión de los ahorros e inversiones de los italianos. Tal posicionamiento jugó un papel cada vez más relevante en los planes estratégicos que siguieron, especialmente en el plan estratégico 2023-26 "Una Marca, Una Cultura", en el que el crecimiento de la división de Gestión de Patrimonios ha sido definido como un objetivo prioritario para el Grupo.
De acuerdo con las directrices estratégicas, en enero de 2024 Mediobanca lanzó Mediobanca Premier, un nuevo banco del Grupo especializado en gestión de patrimonios e inversiones para las familias italianas, que combina y potencia dos de los activos fundamentales del Grupo: por un lado, la experiencia ganada por Mediobanca en más de 70 años de actividad en los mercados junto a las empresas, y por otro, el legado de CheBanca!

## Negocios
La estructura de negocio de Mediobanca hoy en 2023 consta de cuatro áreas especializadas: Gestión de Patrimonios, Banca Corporativa e Inversiones, Finanzas al Consumidor y Seguros.
A partir de 2003, Mediobanca simplificó la estructura del grupo saliendo de las inversiones en acciones no estratégicas heredadas de la gestión histórica; en 2019, los ingresos de las inversiones en acciones se refieren principalmente a la participación en Assicurazioni Generali.
La división de Gestión de Patrimonios (25% de los ingresos del Grupo) está segmentada de la siguiente manera:
- Los clientes Afluentes y Premier son gestionados por Mediobanca Premier;
- el segmento de Banca Privada, HNWI & UHNWI es gestionado por Banca Privada de Mediobanca, CMB Mónaco (líder en Mónaco);
- la plataforma de Gestión de Activos está compuesta por las subsidiarias Mediobanca SGR, Polus Capital (con sede en Londres y Nueva York) y RAM Active Investments (con sede en Suiza);
- Los servicios fiduciarios son gestionados por la subsidiaria Spafid S.p.A.

Mediobanca está activa en Banca Corporativa e Inversiones (22% de los ingresos), directamente y a través de subsidiarias (en particular Messier & Associès, con sede en París, y Arma Partners, con sede en Londres y oficinas en el Principado de Mónaco), cubriendo las siguientes áreas: servicios financieros para empresas y en particular en fusiones y adquisiciones (M&A), Mercado de Capitales, Préstamos Corporativos y servicios de Trading.
La división de Finanzas al Consumidor (34% de los ingresos) consiste principalmente en la compañía subsidiaria Compass Banca S.p.A.
En línea con la política de sostenibilidad del Grupo, al final del año fiscal 2022-23 Mediobanca seleccionó el 100 por ciento de las nuevas inversiones en gestión de activos utilizando criterios tanto ESG como financieros y obtuvo el 100 por ciento de la adquisición de energía de recursos renovables. Mediobanca también alcanzó la neutralidad climática en 2023, en adhesión al programa de la Alianza Bancaria Net-Zero patrocinada por la ONU, en la cual el Grupo participa.
En julio de 2023, Mediobanca creó una empresa conjunta con Founders Factory, un estudio de emprendimiento y aceleradora de startups con sede en Londres y líder en el sector fintech, con el objetivo de invertir en el desarrollo de 35 empresas innovadoras en el sector de servicios financieros.

## Sucursales internacionales
Mediobanca tiene una sucursal ubicada en Madrid, con un equipo de 30 profesionales que proporcionan servicios de banca de inversión a clientes de regiones de habla hispana.
Las actividades internacionales de Mediobanca se caracterizan por la presencia transversal en el mercado europeo de la división de Banca Corporativa e Inversiones, la cual también se ha consolidado a través de varias adquisiciones en el extranjero. La más reciente, en mayo de 2023, fue la adquisición de Arma Partners, una compañía con sede en el Reino Unido que es líder en el mercado de la economía digital para asesoramiento en contextos de transacciones de M&A. Mediobanca fortaleció su presidio en Francia y comenzó el desarrollo de una plataforma de Banca Corporativa e Inversiones paneuropea en 2019 con la adquisición de Messier Maris & Associés, un banco de inversión con sede en París y oficinas en Nueva York, con un equipo de 40 profesionales.
En el área de Gestión de Patrimonios, la presencia internacional de Mediobanca consiste en las firmas de gestión de activos Polus Capital Management (especializada en estrategias de crédito alternativo lanzadas en 2022 tras la combinación estratégica de dos de los principales gestores de crédito europeos, Cairn Capital – adquirida en 2015 – y Bybrook Capital – adquirida en 2021) y RAM Active Investments (operador de equidad sistemática adquirido en 2017) y de CMB Monaco, líder en el mercado de banca privada en Mónaco.
Entre las adquisiciones en Gestión de Patrimonios ha sido relevante la adquisición (realizada por la subsidiaria CheBanca!) de algunas operaciones de negocio minorista de Barclays Italia30, transacción anunciada en 2016 que incrementó el posicionamiento de CheBanca! en la gestión de inversiones.
Mediobanca también inició la diversificación geográfica de la división de Finanzas al Consumidor del Grupo en 2023, tomando el control total de HeidiPay Switzerland AG, una empresa fintech especializada en el servicio de Compra Ahora y Paga Después.El acuerdo fortaleció las operaciones del Grupo en el sector BNPL, así como la adquisición en 2022 de la empresa fintech italiana Soisy.

## Accionariado

### Historia
Desde la constitución del banco en 1945, el capital del banco ha estado participado por:
- Banca Commerciale Italiana: 35%
- Credito Italiano : 35%
- Banco di Roma: 30%

En 1958 la distribución accionarial era:
- Banca Commerciale Italiana: 24%
- Credito Italiano: 24%
- Banco di Roma: 20%
- Pequeños accionistas: 28%
- Privados: 4%

En 1982:
- Banca Commerciale Italiana: 9%
- Credito Italiano: 9%
- Banco di Roma: 7%
- Privados: 25%
- Pequeños accionistas: 50%

Los grupos fundadores comprendían: 
- Generali sociedad aseguradora
- Fondiaria sociedad aseguradora
- Olivetti Sociedad especialista en máquinas de escribir, calcular y ordenadores
- Fiat Holding SpA
- Vincent Bolloré
- Pirelli
- Italmobiliare, holding inmobiliario que controla la cementera Italcementi
- Riunione Adriatica di Sicurtà Aseguradora RAS
- Società Assicuratrice Industriale Aseguradora SAI

Cada uno mantenía el 2% del capital en 1982.

### Situación en 2023
A octubre de 2023, la estructura accionarial es la siguiente:
- Delfin S.à r.l. 19.74%
- acuerdo de consultas 10.98%[33]
- Caltagirone Group 9.98%
- BlackRock 4.16%
- Mediolanum Group 3.45%
- Inversores minoristas y institutionales 59.3%

## Participaciones
En 1982, las principales participaciones accionariales de Mediobanca comprendían:
- Montedison: 18%
- Caffaro: 16%
- Gemina: 12,66%
- Pirelli: 12%
- SNIA: 11%
- Fondiaria: 10%
- Falck: 5,4%
- Generali: 5%
- SME: 4%
- Fiat Holding SpA: 3%
- Olivetti: 2%

En junio de 2023, Mediobanca mantiene participaciones importantes en Generali (14.09%) y ediciones Rizzoli Corriere della Sera RCS (9.93%).